# Лопушное (Лановецкая городская община)
Лопушное (укр. Лопушне) — село в Лановецкой городской общине Кременецкого района Тернопольской области Украины.
До 2020 года входило в Лановецкий район.
Код КОАТУУ — 6123884301. Население по переписи 2001 года составляло 800 человек. Население по данным 2014 года составляло ▼643 человека.

## Географическое положение
Село Лопушное находится недалеко от одного из истоков реки Пискарка,
на расстоянии в 1 км от села Коржковцы и в 2-х км от села Шилы.

## История
- 1500 год — дата основания.

## Объекты социальной сферы
- Школа I—II ст.
- Клуб.
- Фельдшерско-акушерский пункт.

## Достопримечательности
- Братская могила советских воинов

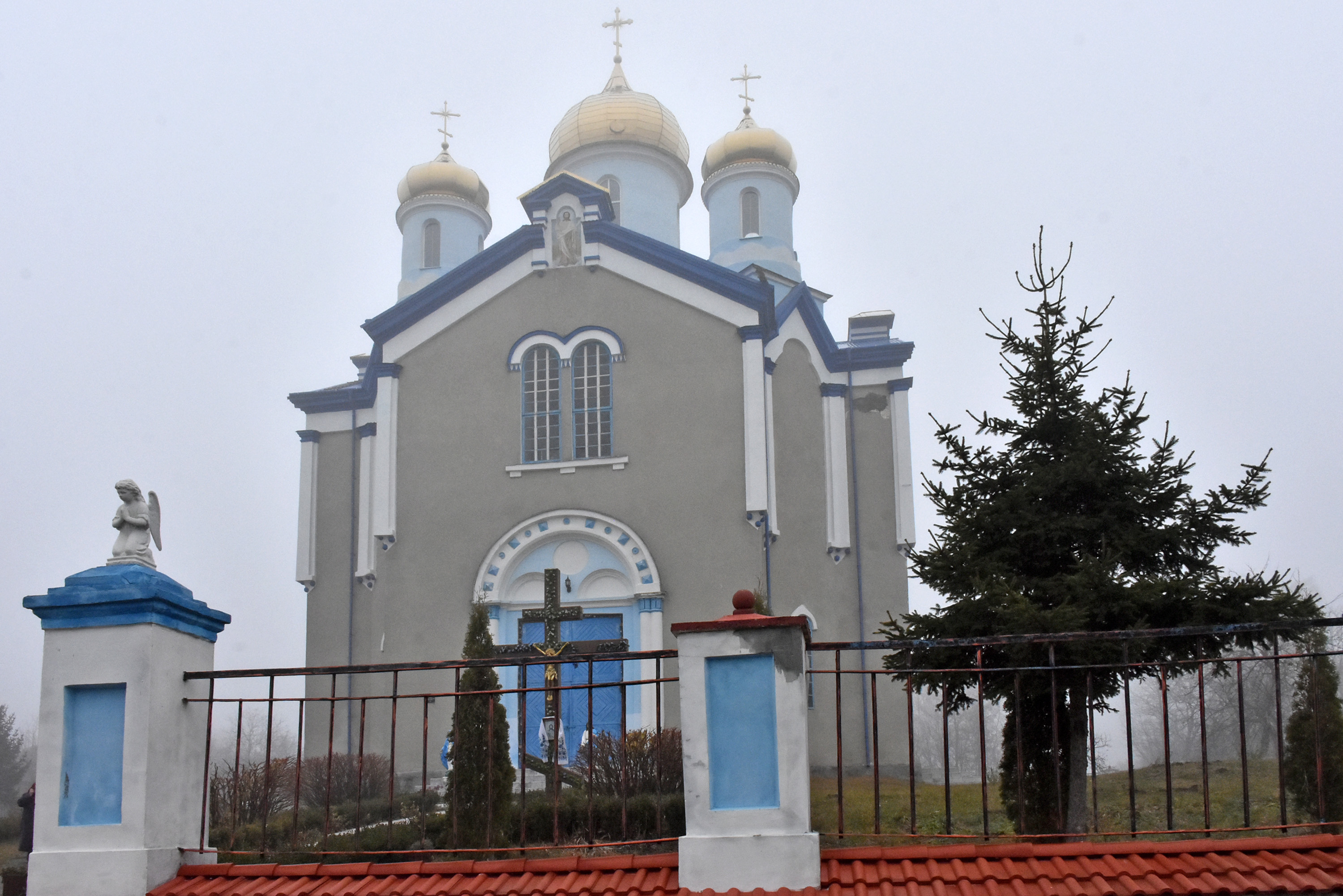
Церковь Воскресения Христового

- Церковь Воскресения Христового (1843 г.)